# Korytki Borowe
Korytki Borowe – część wsi Leopoldowo w Polsce położona w województwie podlaskim, w powiecie łomżyńskim, w gminie Miastkowo.

## Historia
W latach 1921–1939 wieś leżała w województwie białostockim, w powiecie łomżyńskim, w gminie Szczepankowo.
Według Powszechnego Spisu Ludności z 1921 roku wieś zamieszkiwało 47 osób, 24 było wyznania rzymskokatolickiego, 23 mojżeszowego. Jednocześnie 24 mieszkańców zadeklarowało polską przynależność narodową, 23 żydowską. Było tu 6 budynków mieszkalnych. Miejscowość należała do parafii rzymskokatolickiej w Szczepankowie. Podlegała pod Sąd Grodzki i Okręgowy w Łomży; właściwy urząd pocztowy mieścił się w Łomży.
W wyniku napaści ZSRR na Polskę we wrześniu 1939 miejscowość znalazła się pod okupacją sowiecką. Od czerwca 1941 roku pod okupacją niemiecką. Od 22 lipca 1941 do 1945 włączona w skład Landkreis Lomscha, Bezirk Bialystok III Rzeszy.
W latach 1975–1998 miejscowość administracyjnie należała do województwa łomżyńskiego.